# Lac de Mondsee
Le Mondsee est un lac de Haute-Autriche Salzkammergut avoisinant l'Attersee. La rive sud-ouest marque la frontière entre les länder de Haute-Autriche et Salzbourg et entre les Alpes calcaires du Sud et la zone de grès. Une caractéristique frappante est la Drachenwand (paroi du dragon), qui domine la rive sud-ouest.

## Géographie
Avec une longueur de 11 km et une largeur maximale de 1,5 kilomètre du lac de Mondsee couvre une superficie d'environ 14,2 km2.

## Histoire
En 1864, des résidus de pieux ont été retrouvés, datant du Néolithique (cf. l'article Culture du lac de Mondsee).

## Liens internes

Lac de Mondsee

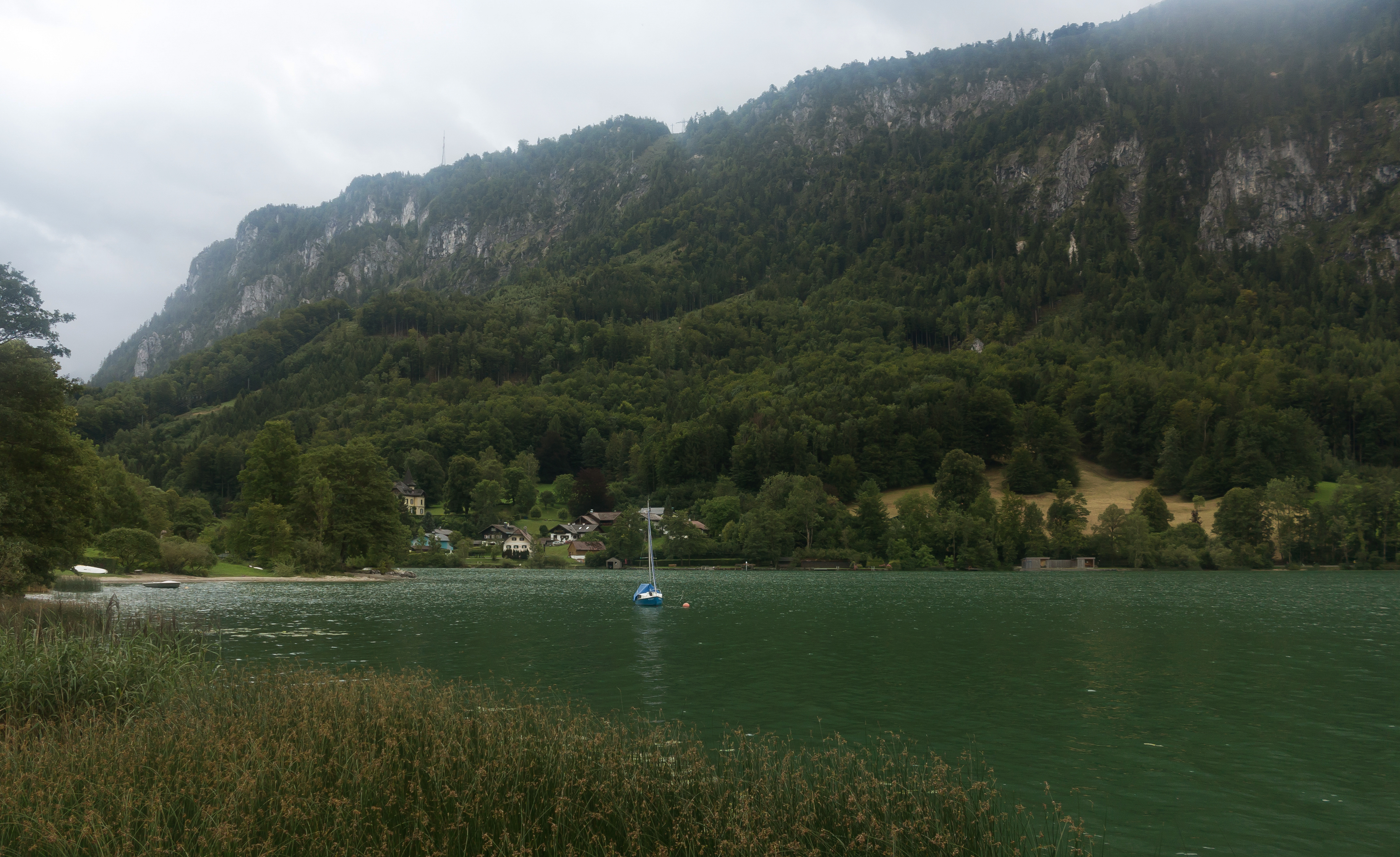
Lac de Mondsee près Oberburgau

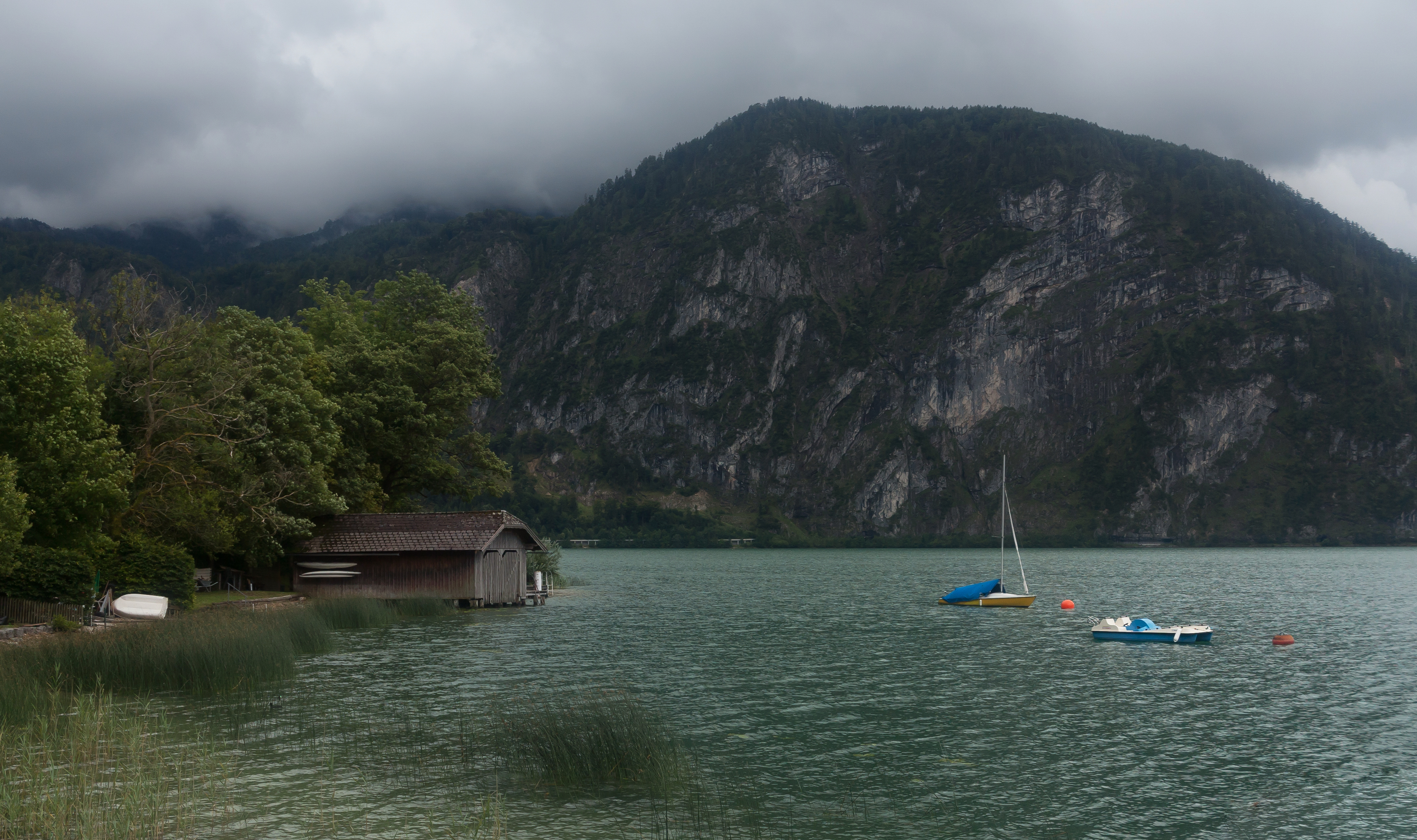
Lac de Mondsee près Oberburgau